# ۱۹۶۴

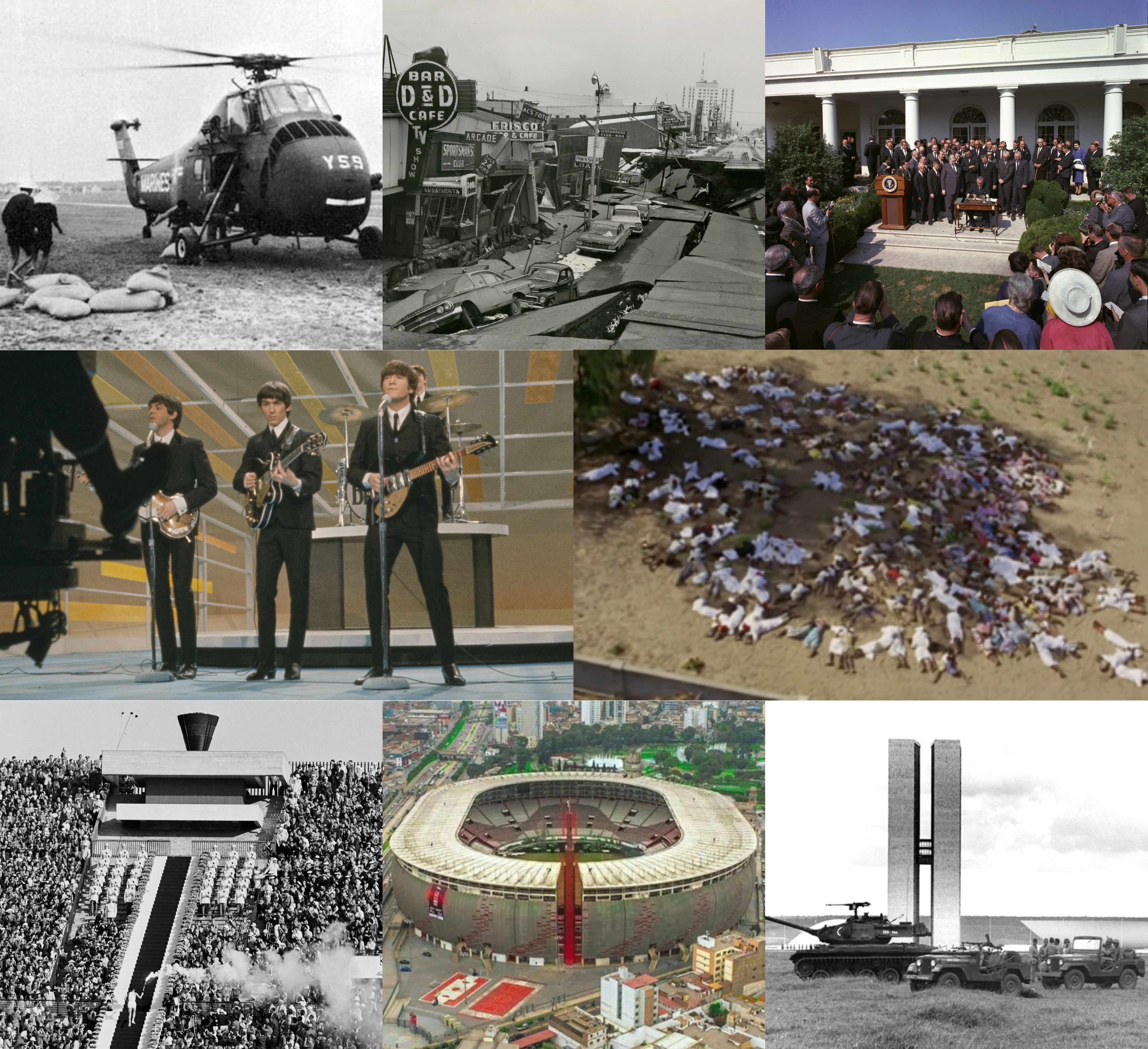

سال ۱۹۶۴ میلادی چهارمین سال از دهه ۱۹۶۰ در سده بیستم در گاه‌شماری میلادی بود. این سال یک سال عادی بود.

## رویدادها

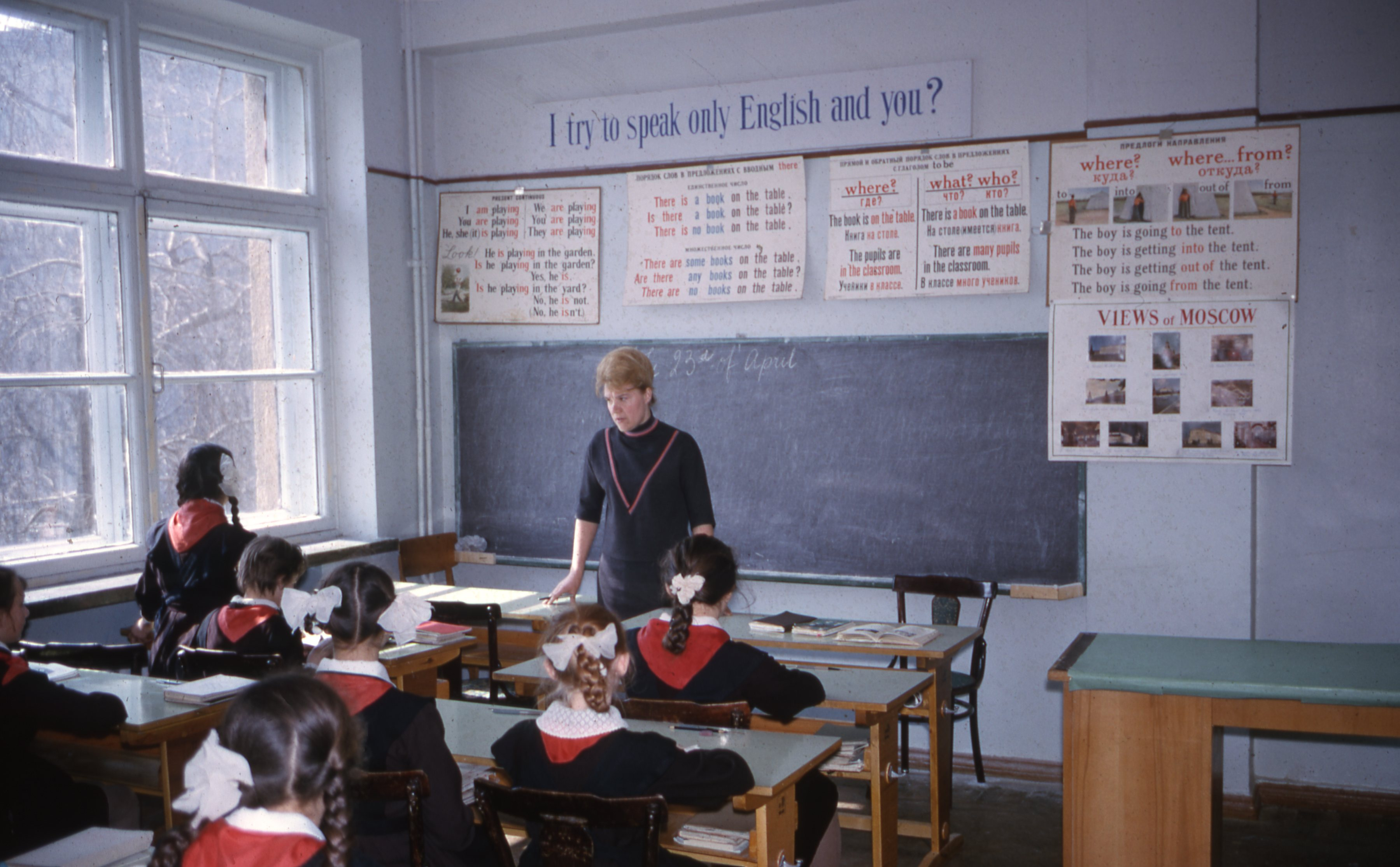
کلاس‌های تدریس انگلیسی در شوروی، مسکو در سال ۱۹۶۴ میلادی

- ۱ آگوست - هواپیمایی اسکاندیناوی تأسیس شد.

## زادروزها
- ۳ ژانویه – جان بوخرس، دوچرخه‌سوار اهل هلند
- ۷ ژانویه – نیکلاس کیج، بازیگر آمریکایی
- ۱۲ ژانویه – جف بزوس، دانشمند علوم کامپیوتر آمریکایی
- ۱۸ ژانویه – جین هرکس، صداپیشه، بازیگر، و فیلمنامه‌نویس بریتانیایی
- ۲۷ ژانویه – بریجیت فوندا، بازیگر آمریکایی
- ۳۱ ژانویه – جف هنمن، گیتاریست آمریکایی (د. ۲۰۱۳)
- ۱۸ فوریه – مت دیلون، بازیگر و کارگردان آمریکایی
- ۲۰ فوریه – ویلی گارسون، بازیگر آمریکایی
- ۲۵ فوریه – لی ایوانس (کمدین)، بازیگر و بریتانیایی
- ۹ مارس - ژولیت بینوش، بازیگر فرانسوی
- ۱۷ مارس – راب لو، بازیگر آمریکایی
- ۲۳ مارس – هوپ دیویس، بازیگر آمریکایی
- ۳۰ ژوئیه - یورگن کلینزمن، فوتبالیست آلمانی
- ۱۵ اوت - ملیندا گیتس، مدیر ارشد مایکروسافت
- ۴ نوامبر - رابرت مپل‌ثورپ، عکاس آمریکایی
- ۴ آوریل – دیوید کراس، فیلمنامه‌نویس، بازیگر، و صداپیشه آمریکایی
- ۱۳ آوریل – کارولین رئا، بازیگر کانادایی
- ۱۶ آوریل – ایسبیرن سونسن، پیانیست سوئدی (د. ۲۰۰۸)
- ۶ مه – دانا هیل، بازیگر آمریکایی (د. ۱۹۹۶)
- ۱۳ مه – استیون کلبر، مجری تلویزیونی، فیلمنامه‌نویس، بازیگر و نویسنده آمریکایی
- ۱۶ مه – جان سلی، بازیگر و بازیکن بسکتبال آمریکایی
- ۲۴ مه – آدریان مورهاوس، شناگر بریتانیایی
- ۳ ژوئن – جیمز پیروفوی، بازیگر بریتانیایی
- ۹ ژوئن – گلوریا روبن، بازیگر و خواننده کانادایی
- ۱۳ ژوئن – کیتی برک، بازیگر و کمدین بریتانیایی
- ۲۱ ژوئن – داگ سونت، بازیگر آمریکایی
- ۹ ژوئیه – کورتنی لاو، خواننده، گیتاریست، آهنگساز و بازیگر آمریکایی
- ۱۱ ژوئیه – کریگ چارلز، بازیگر و کمدین بریتانیایی
- ۲ اوت – مری-لوئیز پارکر، بازیگر آمریکایی
- ۵ اوت – آدام یاچ، موسیقی‌دان آمریکایی (د. ۲۰۱۲)
- ۱۶ اوت – جیمی آریاس، بازیکن تنیس آمریکایی
- ۲۰ سپتامبر – مگی چونگ، بازیگر چینی
- ۳ اکتبر – کلایو اوون، بازیگر بریتانیایی
- ۲۹ اکتبر – یاسمین لبون، مدل بریتانیایی
- ۳۱ اکتبر – مارکو فان باستن، بازیکن گلف و فوتبال هلندی
- ۱ نوامبر – درن نوریس، صداپیشه و بازیگر آمریکایی
- ۷ نوامبر – دانا پلاتو، بازیگر آمریکایی (د. ۱۹۹۹)
- ۱۵ نوامبر – آلان ام. تیلور، استاد اقتصاد بریتانیایی-آمریکایی در دانشگاه کالیفرنیا، دیویس
- ۱۶ نوامبر – دایانا کرال، خواننده و پیانیست کانادایی
- ۲۷ نوامبر – رابین گیونز، بازیگر آمریکایی
- ۱ دسامبر – سالواتوره سکیلاچی، بازیکن فوتبال ایتالیایی
- ۸ دسامبر – تری هچر، بازیگر آمریکایی
- ۱۳ دسامبر – هیده (موسیقیدان)، گیتاریست، خواننده، و آهنگساز ژاپنی (د. ۱۹۹۸)
- ۱۸ دسامبر – استیو آستین، بازیگر آمریکایی
- ۲۳ دسامبر – ادی ودر، خواننده-ترانه‌سرا، گیتاریست، و خواننده آمریکایی
- ۲۹ دسامبر – مایکل کادلیتز، بازیگر آمریکایی

### تاریخ نامشخص
- باربارا پروبست، عکاس اهل آلمان

## درگذشت‌ها
- ۸ ژانویه - یولیوس راب، سیاست‌مدار اتریشی (ز. ۱۸۹۱)
- ۲۹ ژانویه - الن لاد، تهیه‌کننده و بازیگر آمریکایی (ز. ۱۹۱۳)
- ۶ فوریه – امیلیو آگوینالدو، سیاست‌مدار فیلیپینی (ز. ۱۸۶۹)
- ۲۹ فوریه – فرانک آلبرستون، بازیگر آمریکایی (ز. ۱۹۰۹)
- ۴ مارس – ادوین آگوست، فیلمنامه‌نویس، بازیگر، و کارگردان آمریکایی (ز. ۱۸۸۳)
- ۲۲ مارس – آدیسون ریچاردز، بازیگر آمریکایی (ز. ۱۸۸۷)
- ۵ آوریل – داگلاس مک‌آرتور، افسر و مهندس آمریکایی (ز. ۱۸۸۰)
- ۱۸ آوریل – بن هکت، فیلمنامه‌نویس آمریکایی (ز. ۱۸۹۴)
- ۲۹ آوریل – جوزف مایکل کریگن، بازیگر ایرلندی (ز. ۱۸۸۴)
- ۱۳ مه – دیانا وینارد، بازیگر بریتانیایی (ز. ۱۹۰۶)
- ۲۷ مه – جواهر لعل نهرو، سیاست‌مدار هندی (ز. ۱۸۸۹)
- ۳ ژوئن – فرانس امیل سیلانپا، نویسنده فنلاندی (ز. ۱۸۸۸)
- ۶ ژوئن – رابرت وارویک، بازیگر آمریکایی (ز. ۱۸۷۸)
- ۲۶ ژوئیه – ویلیام آ. سی تر، کارگردان آمریکایی (ز. ۱۸۹۰)
- ۳۱ ژوئیه – جیم ریوس، خواننده آمریکایی (ز. ۱۹۲۳)
- ۳ اوت – فلانری اوکانر، نویسنده آمریکایی (ز. ۱۹۲۵)
- ۶ اوت – سدریک هاردویک، تهیه‌کننده، بازیگر، و کارگردان بریتانیایی (ز. ۱۸۹۳)
- ۲۱ اوت – پالمیرو تولیاتی، سیاست‌مدار ایتالیایی (ز. ۱۸۹۳)
- ۲۷ اوت – گریسی آلن، بازیگر و خواننده آمریکایی (ز. ۱۸۹۵)
- ۱۰ اکتبر – ادی کانتور، بازیگر، خواننده، و فیلمنامه‌نویس آمریکایی (ز. ۱۸۹۲)
- ۲۰ اکتبر – هربرت هوور، سیاست‌مدار و مهندس آمریکایی (ز. ۱۸۷۴)
- ۹ دسامبر – ادیت سیتول، شاعر بریتانیایی (ز. ۱۸۸۷)
- ۲۱ دسامبر – کارل وان وکتن، نویسنده و عکاس آمریکایی (ز. ۱۸۸۰)